# Düren
Düren er en by i Tyskland i delstaten Nordrhein-Westfalen med cirka 90.000 indbyggere. Byen ligger i landkreisen med samme navn mellem Aachen og Köln ved floden Rur.